# UZ Возничего
UZ Возничего (лат. UZ Aurigae), HD 33861 — одиночная переменная звезда в созвездии Возничего на расстоянии приблизительно 1862 световых лет (около 571 парсека) от Солнца. Видимая звёздная величина звезды — от +10,8m до +9,7m.

## Характеристики
UZ Возничего — красный гигант, пульсирующая полуправильная переменная звезда типа SRB (SRB) спектрального класса M3-M4III или M3IIIvar. Радиус — около 107,31 солнечных, светимость — около 1238,233 солнечных. Эффективная температура — около 3305 К.